# Плокке, Готфрид
Готфрид Плокке (нем. Gottfried Ploucquet; 25 августа 1716, Штутгарт — 13 сентября 1790, Тюбинген) — немецкий философ и логик, один из наиболее известных преподавателей логики и метафизики XVIII века, профессор (с 1750 года).

## Биография
Плокке родился в семье французских беженцев-гугенотов в 1716 году. После изучения теологии, был домашним учителем и священником. В 1749 году был избран действительным членом  Берлинской академии наук,  а в 1763 году стал ректором Тюбингенского университета и занимал должность профессора логики и метафизики факультета философии, где преподавал и вёл научную работу до апоплексического удара в 1790 году.

## Научная деятельность
Плокке написал многочисленные компендиумы по логике и руководства по метафизике для студентов. 
Логику Плокке разделял на две части: основания и принципы рассуждения и основания и принципы метода. Он также исследовал виды силлогизмов. Но основной вклад его в логику в том, что он начал реконструирование лейбницевских идей о логическом исчислении. В своей работе "Принципы трактовки субстанций и феноменов в метафизике", во втором издании, Плокке сформулировал проблему построения сильного логического исчисления, в котором можно выводить и факты традиционной логики. Он выдвинул трактовку суждения с точки зрения тождества между субъектом и предикатом: "Усмотрение тождества субъекта и предиката есть суждение".
В свой работе "Очерки теоретической философии" Плокке попытался свести ряд логических задач к геометрическим задачам путём сопоставления с объёмами понятий топологических элементов. В качестве символов высказываний он использовал латинские буквы, а логические операции обозначал: коньюнкцию - знаком "+", отрицание - чертой сверху символа и т.п.
Его построения в области исчислений можно отнести и к логике классов, и к исчислению предложений, и к начаткам теории отношений и к  обобщённым силлогистическим конструкциям с квантификацией предиката. 
Большинство вариантов исчисления Плокке можно отнести к начаткам объединённого исчисления высказываний и одноместных предикатов, один из фрагментов которого характеризуется введением функтора несовместимости предложений - некоторой бинарной симметричной операции как отрицание конъюнкции двух выражений.
Работы Плокке оказали значительное влияние на становление современной логики исчисления предикатов.

## Список произведений
- Dissertatio, qua Varignionii demonstratio geometrica possibilitatis transsubstantionis enervantur (1740)
- Primaria Monadologiae capita accessionibus quibusdam confirmata et ab objectionibus fortioribus vindicata (1748)
- Methodus tractandi infinita in metaphysicis (1748)
- De libero hominis arbitrio ex idea Spiritus deducto (1749)
- Dissertatio de Materialismo, cum supplementis et confutatione libelli: L´homme machine: inscripti (1751)
- Fundamenta Philosophiae Speculativae (1759)
- Dissertatio historico-cosmologica de lege continuitatis sive gradationis Leibniziana (1761)
- Untersuchungen und Abänderunge der logikalischen Constructionen des Herrn Professor Lambert (1765)
- Institutiones Philosophiae Theoreticae sive De arte cogitandi, notionibus rerum fundamentalibus, Deo, Universo, et speciatim De Homine (1772)
- Expositiones Philosophiae Theoreticae (1782)